# اچ‌بی‌او اروپا
اچ‌بی‌او اروپا (به انگلیسی:HBO Europe) یک کانال تلویزیونی تخصصی از گروه اچ‌بی‌او است که به‌عنوان گروهی از کانال‌های فیلم و خدمات تلویزیونی در حال پخش در مجارستان، لهستان، جمهوری چک، اسلواکی، رومانی، بلغارستان، کرواسی، اسلوونی، صربستان، مونته‌نگرو، بوسنی و هرزگوین و مقدونیه شمالی است، در حالی‌که خدمات VOD با برنامه‌های اصلی در اسپانیا، پرتغال و اسکاندیناوی در دسترس است.